# Наступление в Оракзаи
Наступление в Оракзаи (или операция Я преподам вам урок) началось 23 марта 2010 года, после того как пакистанские войска вошли на территорию агентства Оракзай (который контролировали бойцы движения Талибан). Это военная операция являлась частью Вазиристанской Войны.

## Хронология наступления

### 23 марта
Пакистанские войска начали военную операцию в Оракзаи, под руководством генерала Сухопутных войск Пакистана — Тарик Хана, 23 марта 2010 года.

### 5 мая
Часть агентства Оракзай была очищена от боевиков, Талибан потерял около 400 бойцов убитыми и отступил с этой территории.

### 1 июня
Пакистанские власти объявили об окончательной победе над Талибаном в данном агентстве.

### 13 июня
6 пакистанских солдат и около 44 бойцов Талибана были убиты в боестолкновениях в Оракзаи. После перегруппировки Талибы начали масштабное контрнаступление, которое вскоре сошло на нет.

## Итог
Несмотря на заявление пакистанских властей о победе над Движением «Талибан» в данном агентстве, вооруженные стычки продолжаются по сей день.